# 1903 aux Pays-Bas
Chronologie des Pays-Bas
- 1899
- 1900
- 1901
- 1902
- 1903
- 1904
- 1905
- 1906
- 1907

Cet article présente les faits marquants de l'année 1903 aux Pays-Bas.

## Décès
- 14 mars : Johan Hendrik Weissenbruch, peintre néerlandais (° 30 novembre 1824).